# Julius Heinrich von Rehlingen-Radau
Julius Heinrich von Rehlingen-Radau (Augusta, 27 agosto 1662 – Berchtesgaden, 19 giugno 1732) fu principe-prevosto di Berchtesgaden.

## Biografia
Julius Heinrich von Rehlingen-Radau era figlio di Franz di Rehlingen (1607-1675), consigliere comunale ad Augusta, e della sua seconda moglie, Rosina Brunn, originaria di Burghausen.
Divenuto canonico agostiniano, entrò a far parte dell'abbazia di Berchtesgaden e già sotto i suoi predecessori alla carica di prevosto dovette affrontare la difficile questione del mantenimento dell'indipendenza del prevostato dall'influenza sempre più pressante dei vicini arcivescovi di Salisburgo, pretese fomentate ancora di più da parte di questi ultimi per un debito di 120.000 fiorini accumulato dai prevosti. Questo debito era frutto di uno stile di vita lussuoso condotto dalla corte locale e soprattutto dalle spese sostenute per rendere la prepositura un principato simile a quelli laici.
Nel 1715, Julius Heinrich von Rehlingen-Radau venne nominato decano dei canonici presenti sebbene la sua personalità non mancasse di destare perplessità nel mondo religioso: sovente non vestiva abiti ecclesiastici, era poco presente alle funzioni religiose e per di più cenava privatamente con donne e uomini di sua conoscenza nei suoi appartamenti privati. L'allora principe-prevosto, Giuseppe Clemente di Baviera, decise quindi di stabilire per tutti i canonici una maggiore disciplina religiosa sebbene egli stesso fosse poco presente nell'amministrazione del prevostato, non solo perché in cura agli affari di principati ecclesiastici di maggiore entità, ma anche perché figlio di una delle casate più rilevanti della Germania dell'epoca, quella bavarese.
Dopo la morte di Giuseppe Clemente di Baviera, dunque, Julius Heinrich von Rehlingen-Radau venne chiamato a succedergli al ruolo di principe-prevosto nel 1723. Celebre fu la sua frase: "Ora lo Spirito Santo non segue più lo spirito della corte bavarese" a voler indicare un netto taglio con il passato e l'inizio di una nuova era sotto il suo governo. La Baviera, area confinante col prevostato, aveva già da qualche tempo diminuito il prezzo del sale in commercio per acquistarlo più favorevolmente dal prevostato, a scapito dell'economia del piccolo stato ecclesiastico. A questo punto, in maniera decisa, Julius Heinrich von Rehlingen-Radau minacciò di chiudere le miniere di sale presenti nella regione causando problematiche anche alla Baviera stessa, il che portò ad una ridiscussione dei prezzi che si concluse positivamente per Berchtesgaden.
A livello architettonico, durante il suo regno vennero realizzati tre santuari di stile rococò all'interno dei confini del prevostato, in pieno stile controriformato: nel 1725 fece realizzare la chiesa di Ettenberg, la Hilgerkapelle di Berchtesgaden e la chiesa di Maria Kunterweg a Ramsau che sarà poi completata nel 1733 sotto il governo del suo successore.
Julius Heinrich von Rehlingen-Radau morì il 19 giugno del 1732 a Berchtesgaden.